# Виљаробледо
Виљаробледо (шп. Villarrobledo) град је у Шпанији у аутономној заједници Кастиља-Ла Манча у покрајини Албасете. Према процени из 2017. у граду је живело 25 589 становника.

## Становништво
Према процени, у граду је 2017. живело 25 589 становника.
| 1970.  | 1981.  | 1991.  | 2001.  | 2005.  | 2017.  |
| ------ | ------ | ------ | ------ | ------ | ------ |
| 19.963 | 19.655 | 20.396 | 22.936 | 24.729 | 25.589 |

## Партнерски градови
- Picassent